# Folleville, Eure
 Folleville  là một xã thuộc tỉnh Eure trong vùng Normandie miền bắc nước Pháp.